# パヴェル・シマヌスキ
パヴェル・シマヌスキ（シマニスキまたはパヴェウ・シマンスキ、ポーランド語：Paweł Szymański, 1954年3月28日 ワルシャワ - ）はポーランドの作曲家。
シマヌスキの音楽は厳格な技術的規律に基づいている。過去の音楽（とくにバロック音楽）のしきたりに根ざしたものを最初の音の素材として、そこから加工して、一から作り直す。シマヌスキ自身は自分の音楽について、「surkonwencjonalizm（超慣例主義）」という必要条件を使っていると話している。

## 代表作
- 弦楽とパーカッションのためのソナタ（1982年）
- 弦楽四重奏のための2つの小品（1982年）
- Lux aeterna（1984年）
- Partita III（1986年）
- ミゼレーレ（1993年）
- ピアノ協奏曲（1994年）
- [Works for Piano]（2006年）